# Cora Schumacher

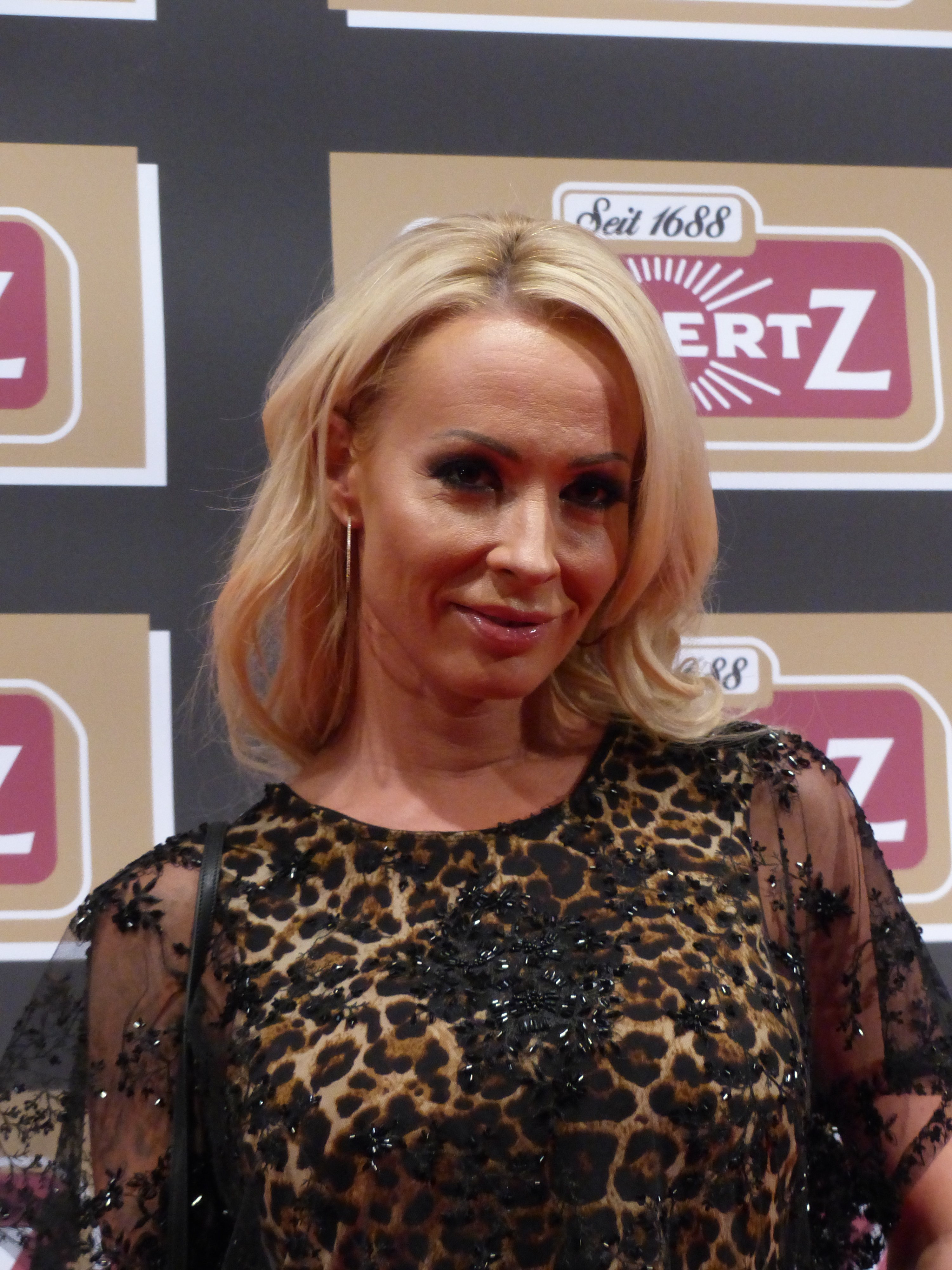
Cora Schumacher (2016)

Cora-Caroline Schumacher (geb. Brinkmann; * 27. Dezember 1976 in Langenfeld) ist eine deutsche Reality-TV-Teilnehmerin und ein ehemaliges Erotikmodel. In den Boulevardmedien wurde sie durch ihre Ehe mit Ralf Schumacher bekannt.

## Leben
Cora Schumacher ist die Tochter eines Tankstellenpächters. Sie machte eine Ausbildung zur Kommunikationsfachfrau und arbeitete nebenher als Erotikmodel. Im Mai 2001 wurden einige Fotos des Fotografen Jens Brüggemann – für dessen Bildband Passion sie posiert hatte – in der Boulevardpresse veröffentlicht. Später stand sie für Werbefotos und für verschiedene Zeitschriften Modell. Außerdem war sie kurzzeitig Co-Moderatorin der Musikshow Top of the Pops.
Schumacher war von Oktober 2001 bis Februar 2015 mit Ralf Schumacher verheiratet und hat mit ihm einen Sohn, David, der 2020 und 2021 in der Formel 3 fuhr. Die kirchliche Hochzeit fand am 7. September 2002 in Maria Plain statt. Im Jahr 2011 waren Ralf und Cora zwar noch verheiratet, aber bereits getrennt, als intime Bilder von ihr mit dem deutschen Rapper Marteria (Marten Laciny) erschienen.
2015 tanzte Schumacher zusammen mit Erich Klann in der achten Staffel der RTL-Tanzshow Let’s Dance. Das Paar schied nach der zweiten Runde aus. Im Juni 2015 erschienen Fotos von ihr im Playboy. Im August 2018 war sie auf Sat.1 bei Promi Big Brother zu sehen, wo sie den siebten Platz belegte. Von August bis Oktober 2020 war sie in der Sat.1-Datingshow Coras House of Love zu sehen. Im Januar 2024 nahm sie an der 17. Staffel von Ich bin ein Star – Holt mich hier raus! teil; sie verließ diese nach drei Tagen auf eigenen Wunsch.
Von 2023 bis 2024 zeigte sich Schumacher freizügig auf der Erotikplattform Onlyfans.

## Filmografie

### Sprecher/Synchronstimme
- 2006: Cars (Stimme von Mia & Tia)

### Fernsehen
- 2015: Let’s Dance
- 2016: Alarm für Cobra 11 – Die Autobahnpolizei (Fernsehserie, eine Folge)
- 2018: Promi Big Brother
- 2018–2023: Promi Big Brother – Die Late Night Show (fünf Auftritte)
- 2020: Coras House of Love
- 2021: Die Superhändler – 4 Räume, 1 Deal (Verkauf eines Rennanzuges von Ralf Schumacher)
- 2022: Club der guten Laune
- 2024: Ich bin ein Star – Holt mich hier raus!
- 2024: The 50
- 2024: Splash! Das Promi-Pool-Quiz

## Motorsport
Im Jahre 2004 begann Schumacher ihr Hobby als Rennfahrerin. 2004 (6 Rennen) und 2005 nahm sie am Markenpokal der Mini Challenge Deutschland teil. 2010 (3 Rennen) und 2011 (2 Rennen) fuhr sie wieder in der Mini Challenge Deutschland; 2012 und 2013 in der Mini Trophy Deutschland (Nachfolgeserie der Mini Challenge). 2016 startete sie im DTC; 2017 im GT4 European Series Northern Cup (8 Rennen); 2018 am 24-Stunden-Rennen von Dubai und im GT4 Central European Cup (4 Rennen).

### Platzierungen
- 2004: Gesamtrang 27 der Mini Challenge Deutschland
- 2005: Gesamtrang 34 der Mini Challenge Deutschland
- 2010: Gesamtrang 19 der Mini Challenge Deutschland
- 2011: Gesamtrang 14 der Mini Challenge Deutschland
- 2012: Gesamtrang 15 der Mini Trophy Deutschland[12]
- 2013: Gesamtrang 11 der Mini Trophy Deutschland[13]
- 2017: Gesamtrang 13 der GT4 European Series Northern Cup (Amateur-Klasse)
- 2018: Gesamtrang 10 der GT4 Central European Cup (Amateur-Klasse)
- 2018: Gesamtrang 33 des 24-Stunden-Rennen von Dubai[16]